# Llista de topònims de Torre-serona
Llista de topònims (noms propis de lloc) del municipi de Torre-serona, al Segrià
Informació actualitzada per un bot. Els canvis manuals es perdran quan s'actualitzi!

## casa
| imatge | Nom        | Ubicat a     | instància de | Detalls                     | coordenades                                          | Protecció                                  | Commons (més fotos) | Dades a WD                    |
| ------ | ---------- | ------------ | ------------ | --------------------------- | ---------------------------------------------------- | ------------------------------------------ | ------------------- | ----------------------------- |
|        | Ca l'Àngel | Torre-serona | casa         | Estil: arquitectura popular | 41° 40′ 20″ N, 0° 37′ 47″ E / 41.672198°N,0.629845°E | bé integrant del patrimoni cultural català |                     | Modifica les dades a Wikidata |
|        | Cal Gabàs  | Torre-serona | casa         | Estil: arquitectura popular | 41° 40′ 21″ N, 0° 37′ 50″ E / 41.672621°N,0.630575°E | bé integrant del patrimoni cultural català |                     | Modifica les dades a Wikidata |

## granja
| imatge | Nom                  | Ubicat a     | instància de | Detalls | coordenades                                                          | Protecció | Commons (més fotos) | Dades a WD                    |
| ------ | -------------------- | ------------ | ------------ | ------- | -------------------------------------------------------------------- | --------- | ------------------- | ----------------------------- |
|        | Granges de l'Espinet | Torre-serona | granja       |         | 41° 41′ 27″ N, 0° 37′ 29″ E / 41.6909506740456°N,0.6246315062333°E   |           |                     | Modifica les dades a Wikidata |
|        | Granja del Morón     | Torre-serona | granja       |         | 41° 41′ 19″ N, 0° 37′ 25″ E / 41.6885332418245°N,0.623579049760869°E |           |                     | Modifica les dades a Wikidata |

## masia
| imatge | Nom                 | Ubicat a     | instància de | Detalls | coordenades                                                          | Protecció | Commons (més fotos) | Dades a WD                    |
| ------ | ------------------- | ------------ | ------------ | ------- | -------------------------------------------------------------------- | --------- | ------------------- | ----------------------------- |
|        | Torre del Serentill | Torre-serona | masia        |         | 41° 41′ 14″ N, 0° 37′ 40″ E / 41.6872°N,0.627644°E 207 msnm          |           |                     | Modifica les dades a Wikidata |
|        | Xalet de l'Espinet  | Torre-serona | masia        |         | 41° 41′ 22″ N, 0° 37′ 29″ E / 41.6895657596227°N,0.624730542857865°E |           |                     | Modifica les dades a Wikidata |

## Misc
| imatge | Nom                                | Ubicat a                  | instància de                                   | Detalls                     | coordenades                                                                       | Protecció                                            | Commons (més fotos)                     | Dades a WD                    |
| ------ | ---------------------------------- | ------------------------- | ---------------------------------------------- | --------------------------- | --------------------------------------------------------------------------------- | ---------------------------------------------------- | --------------------------------------- | ----------------------------- |
|        | La Grallera                        | Torrefarrera Torre-serona | torre de defensa                               |                             | 41° 41′ 20″ N, 0° 37′ 20″ E / 41.688824°N,0.622164°E 222 msnm                     | bé d'interès cultural bé cultural d'interès nacional | Torre Grallera                          | Modifica les dades a Wikidata |
|        | Lo Calvari                         | Torre-serona              | edifici                                        | Estil: arquitectura popular | 41° 40′ 30″ N, 0° 37′ 54″ E / 41.67503°N,0.63164°E                                | bé integrant del patrimoni cultural català           | Lo Calvari (Torre-serona)               | Modifica les dades a Wikidata |
|        | Polígon industrial de Torre-serona | Torre-serona              | polígon industrial                             |                             | 41° 40′ 51″ N, 0° 37′ 49″ E / 41.6809439336354°N,0.6302617446006°E                |                                                      |                                         | Modifica les dades a Wikidata |
|        | Torre-serona                       | Torre-serona              | entitat singular de població capital municipal | 440 hab                     | 41° 40′ 22″ N, 0° 37′ 51″ E / 41.67267185°N,0.63069784°E 195 msnm                 |                                                      |                                         | Modifica les dades a Wikidata |
|        | Ullroig                            | Torre-serona              | nucli de població                              |                             | 41° 40′ 28″ N, 0° 37′ 01″ E / 41.67456944°N,0.61705306°E                          |                                                      |                                         | Modifica les dades a Wikidata |
|        | casa consistorial de Torre-serona  | Torre-serona              | casa consistorial                              |                             | 41° 40′ 23″ N, 0° 37′ 52″ E / 41.6730151°N,0.63104°E                              |                                                      |                                         | Modifica les dades a Wikidata |
|        | creu de terme                      | Torre-serona              | creu de terme                                  |                             | 41° 40′ 19″ N, 0° 37′ 46″ E / 41.671964°N,0.629505°E ca:Pl. Doctor Serés 194 msnm | bé integrant del patrimoni cultural català           | Creu de terme de Torre-serona           | Modifica les dades a Wikidata |
|        | el Calvari                         | Torre-serona              | muntanya                                       |                             | 41° 40′ 29″ N, 0° 37′ 52″ E / 41.67460556°N,0.63103889°E 202.2 msnm               |                                                      | El Calvari (cim de Torre-serona)        | Modifica les dades a Wikidata |
|        | l'Assumpció de Torre-serona        | Torre-serona              | església                                       | Estil: arquitectura popular | 41° 40′ 22″ N, 0° 37′ 50″ E / 41.672695°N,0.630465°E                              | bé integrant del patrimoni cultural català           | Església de l'Assumpció de Torre-serona | Modifica les dades a Wikidata |